# Trịnh Hiếu Tư
Trịnh Hiếu Tư (giản thể: 郑孝胥; phồn thể: 鄭孝胥; bính âm: Zhèng Xiàoxū, Wade–Giles: Cheng Hsiao-hsu; 2 tháng 4 năm 1860 – 28 tháng 3 năm 1938), là nhà chính trị, ngoại giao và nhà thư pháp người Trung Quốc.

## Thời trẻ và sự nghiệp chính trị
Dù tổ tiên Trịnh đến từ Mân Hầu, một thị trấn nhỏ gần Phúc Châu, ông sinh ra tại Tô Châu, Giang Tô. Năm 1882, ông thi đỗ Tiến sĩ, và 3 năm sau trở thành thuộc hạ của Lý Hồng Chương. Năm 1891, ông trở thành thư ký Công sứ quán Trung Hoa tại Tokyo, rồi năm sau lần lượt là Lãnh sự Trung Hoa tại Tsukiji, Osaka và Kobe. Trong thời gian ở Kobe, ông tiếp xúc nhiều với cộng đồng người Hoa và đứng ra thành lập Trung Hoa Hội quán (Zhōnghuá huìguǎn, 中華會館) tại đây. Tại Nhật Bản, Trịnh cũng tiếp xúc với một số chính trị gia và học giả có ảnh hưởng, như Itō Hirobumi, Mutsu Munemitsu và Naitō Torajirō.

## Trong chính quyền nhà Thanh
Sau khi Chiến tranh Trung-Nhật lần thứ nhất bùng nổ năm 1894, Trịnh buộc phải rời Nhật Bản. Trở về Trung Hoa, Trịnh trở thành thuộc hạ của nhà cải cách Trương Chi Động tại Nam Kinh rồi theo ông ta về Bắc Kinh, làm việc trong Tổng lý Nha môn nhà Thanh. Sau cuộc Bách nhật Duy tân thất bại năm 1898, Trịnh rời Bắc Kinh, trải nhiều chức vụ quan trọng ở miền Trung và Nam Trung Hoa. Sau khi nền quân chủ sụp đổ năm 1912, Trịnh vẫn trung thành với nhà Thanh và từ chối phục vụ Chính phủ Trung Hoa Dân Quốc. Thay vào đó, ông lui về quy ẩn tại Thượng Hải, tập trung nghiên cứu thư pháp, thi họa, trong khi vẫn viết nhiều bài báo chỉ trích các lãnh tụ Quốc dân đảng, mà ông gọi là "lũ đạo tặc".

## Trung thành với nhà Thanh và cộng tác với Nhật Bản
Năm 1923, Cựu hoàng Phổ Nghi triệu Trịnh về Bắc Kinh để quản lý tài sản hoàng gia. Trịnh trở thành cố vấn thân phận của Phổ Nghi và sắp xếp cho Phổ Nghi bay đến Thiên Tân, vào ở trong khu tô giới, sau khi Cựu hoàng bị trục xuất khỏi Tử Cấm Thành. Trịnh vẫn giữ lòng trung thành với triều cũ và bí mật tiếp xúc với các nhân vật và đảng phái trong chính giới Nhật Bản như Đảng Hắc Long để thảo luận việc khôi phục nhà Thanh tại Mãn Châu. Sau Sự biến Thẩm Dương và việc Lục quân Đế quốc Nhật Bản chiếm Mãn Châu năm 1931, Trịnh đóng vai trò quan trọng trong việc thành lập Mãn Châu Quốc, và trở thành Thủ tướng đầu tiên vào năm sau. Trịnh cũng đứng ra viết lời cho Quốc ca Mãn Châu Quốc. Trịnh hi vọng rằng Mãn Châu Quốc trở thành bước đệm để khôi phục nhà Thanh trên toàn Trung Hoa, nhưng ông sớm nhận ra rằng chủ nhân thật sự của Mãn Châu Quốc, đội quân Quan Đông Nhật Bản, không chia sẻ những tham vọng đó. Là Thủ tướng Mãn Châu Quốc, Trịnh thường bất đồng với các chỉ huy Nhật. Tháng 5 năm 1935, ông từ chức, và mất 3 năm sau trong hoàn cảnh mờ ám. Ông được tổ chức quốc tang vào tháng 4 năm 1938.

## Di sản
Dù Trịnh Hiếu Từ từng cộng tác với người Nhật, thi từ cũng như thư pháp của ông vẫn được người đời công nhận. Trịnh là một trong những thư pháp gia được trọng vọng và có ảnh hưởng nhất trong thế kỷ XX. Thư pháp tiếp tục có ảnh hưởng lớn lên thư pháp Trung Hoa và phong cách của ông được nhiều thư pháp gia học tập.
Trịnh cũng có một quyển nhật ký, được các sử gia xem là nguồn tư liệu quan trọng.